# Вівіанна Торун Бюлов-Хюбе
Вівіанна Торун Бюлов-Хюбе (4 грудня 1927, Мальме — 3 липня 2004, Копенгаген), відома як Торун — шведська ювелірка-сріблярка. Одна з найбільших срібних майстрів XX століття та майстрів-ювелірів. Перша жінка-майстриня срібних виробів. Серед найважливіших творів — годинник «Вівіанна», браслет «Мобіус», сережки та намиста «Dew Drop».

## Життєпис
Виросла в Мальме з матір'ю-скульпторкою, батьком, що займався планування міста, та трьома старшими братами і сестрами. Вся її сім'я була творчою: одна сестра стала поеткою, інша та брат присвятили себе архітектурі. Торун почала виготовлення ювелірних прикрас ще підліткою. Вона взяла участь у Konstfackskolan Стокгольмського університету мистецтв, ремесел та дизайну (пізніше перейменована в Konstfack). Свою першу виставку організувала в 21 рік. У 1948 році поїхала до Парижа і Канн, де зустрілась із Пабло Пікассо, Жоржем Брака та Анрі Матіссом. Через кілька років відкрила власну студію, ставши першою жінкою-майстринею срібних виробів у Швеції.
У 18 років народила першу дитину, П'ю. Пізніше одружилася з Пія, датським студентом-журналістом, але шлюб протривав недовго. У 1948 році одружилася з французьким архітектором, народила сина Клода. У 1956 році розлучилася і втратила опіку над сином. Потім одружилась і переїхала до Парижа з афроамериканським художником Вальтером Коулманом, народила дітей Іри та Марсію. У 1958 році сім'я переїхала до Біо на півдні Франції, щоб уникнути політичних проблем, пов'язаних з війною в Алжирі. У 1965 році пара розлучилась.
Після розірвання третього шлюбу Торун стала членкинею міжнародного духовного руху Субуд, а в 1968 році переїхала до Німеччини, щоб бути ближчою до спільноти. Пізніше переїхала в Джакарту в Індонезії, де був заснований Субуд.
У 2002 році, після діагнозу лейкемії, Торун покинула Індонезію, щоб жити з дочкою Марсією в Данії. Померла в 2004 році у віці 76 років.

## Ювелірна творчість

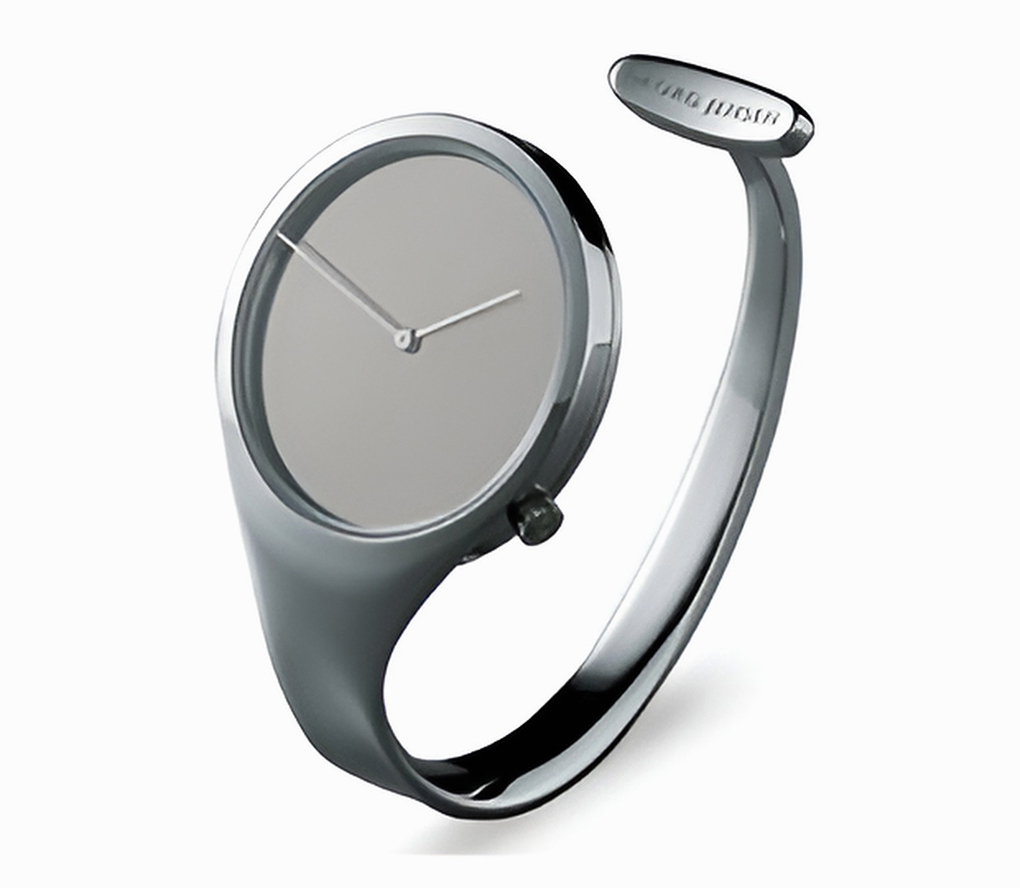
Годинник роботи Торун

Протягом своєї кар'єри Торун працювала у Швеції, Франції, Німеччині та Індонезії.
У 1948 році, заявивши, що не хоче створювати прикраси для дружин заможних чоловіків, Торун почала робити те, що вона називала «антистатусними ювелірними виробами», з крученого срібного дроту, прикрашеного кристалами та каменями. У 1959 році розробила обручку Mobius, описану Барбарою Карллідж, авторкою довідника «Ювелірні вироби ХХ століття», як «етап в історії сучасних ювелірних виробів». У 1962 році Торун розробила наручні годинники з нержавіючої сталі у вигляді браслета на виставці у Музеї мистецтв у Парижі. Цей браслет став першим, який випустила всесвітньо відома данська срібна компанія Georg Jensen.
У 1960 році Торун була нагороджена золотою медаллю в Міланському трієнале 1960 року та завоювала приз Луннінга, яка щорічно надавалась інноваційним скандинавським дизайнерам у тридцятих роках. Познайомилася з датським майстром Георгом Єнсеном. У 1969 році розробляла прикраси виключно для нього.
У 1992 році Вівіанна Торун була нагороджена принцом Євгеном медаллю короля Карла XVI Густава від Швеції за видатні художні досягнення. Також у 1992 році у Георг Єнсен організував виставку, присвячену 25-річчю його співпраці з Торун, 45-річчю її роботи зі сріблом та її 65-річчю. У тому ж році Музей декоративних мистецтв в Луврі провів 45-річну ретроспективу роботи Торун.
Ювелірні вироби Торун були натхненні натуральними фігурами, такими як квіти, листя, вихри та потік води. Торун обожнювали за її здатність формувати тверді матеріали у зовні гнучкі форми, так що метал виглядав як вода. Вона не використовувала цінні камені, вважаючи гальку, граніт, гірський кришталь, місячний камінь та кварц кращими.

Ювелірні прикраси Торун носили знаменитості, зокрема Біллі Голідей, Інгрід Бергман та Бріжіт Бардо, її клієнтами були Пабло Пікассо та Дюк Еллінгтон. Її роботи можна побачити в Музеї сучасного мистецтва в Нью-Йорку, Шведському національному музеї в Стокгольмі, Музеї декоративних мистецтв в Монреалі, Луврі в Парижі, в Pinakothek der Moderne в Мюнхені. Її ювелірні прикраси та предмети домашнього вжитку сьогодні продаються роздрібними торговцями, такими як Георг Єнсен, Bed Bath & Beyond і Амазон.